# Begonia nelumbiifolia
Begonia nelumbiifolia är en begoniaväxtart som beskrevs av Adelbert von Chamisso och Diederich Franz Leonhard von Schlechtendal. Begonia nelumbiifolia ingår i släktet begonior, och familjen begoniaväxter. Inga underarter finns listade i Catalogue of Life.

## Bildgalleri

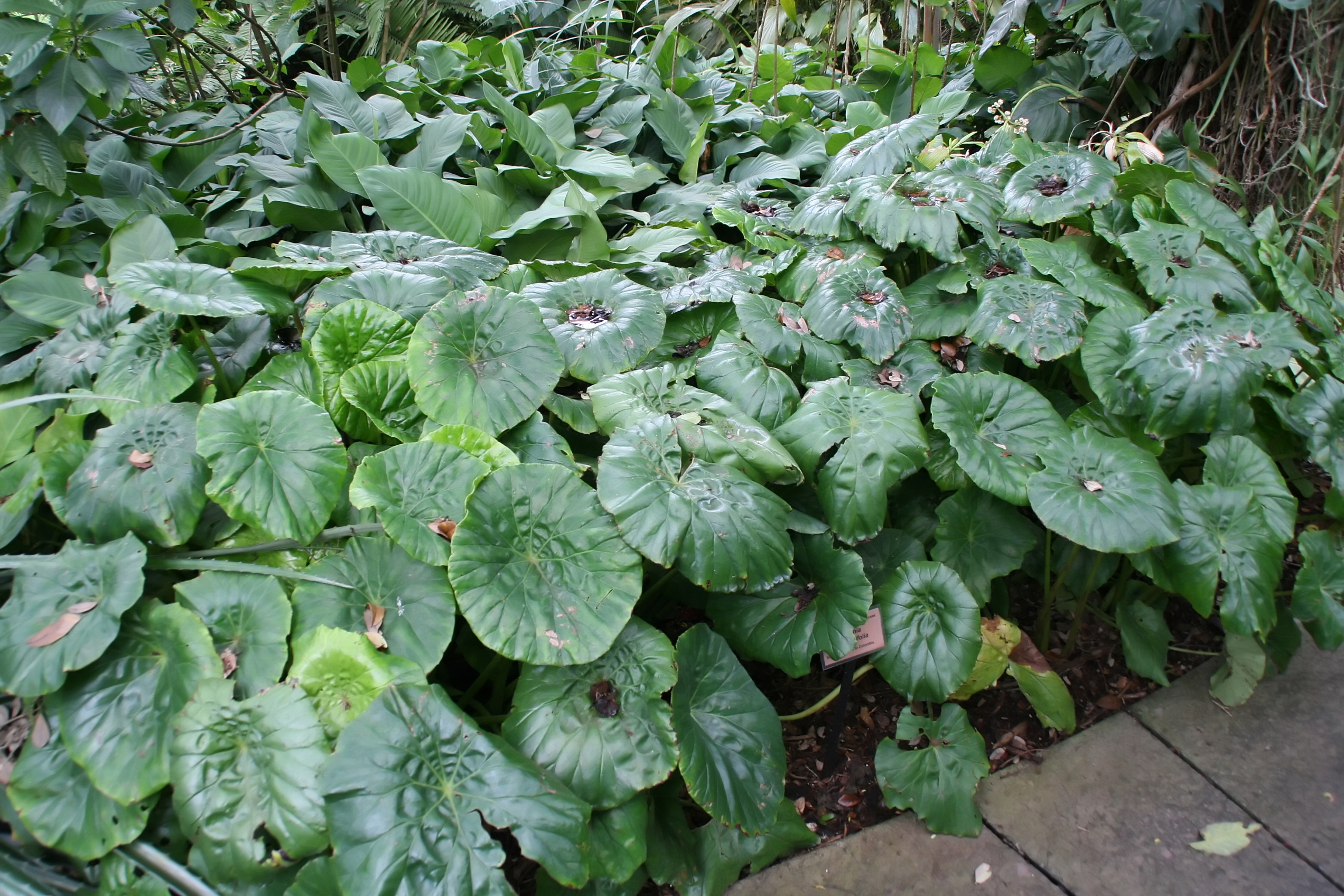